# Kiran Kumar Limbu
Kiran Kumar Limbu (ur. 20 marca 1990) – nepalski piłkarz występujący na pozycji bramkarza. Zawodnik klubu Three Star Club.

## Kariera klubowa
Limbu karierę rozpoczynał w 2007 roku w zespole Three Star Club z Martyr’s Memorial A Division League. W 2008 roku wyjechał do Bangladeszu, by grać w tamtejszym klubie Chittagong Abahani z Bangladesh League. Spędził tam rok. W 2009 roku odszedł z klubu, a w 2011 roku ponownie został graczem Three Star Club.

## Kariera reprezentacyjna
W reprezentacji Nepalu Limbu zadebiutował w 2008 roku.